# Centromerus variegatus
Centromerus variegatus là một loài nhện trong họ Linyphiidae.
Loài này thuộc chi Centromerus. Centromerus variegatus được J. Denis miêu tả năm 1962.